# Paraplanocera oligoglena
Paraplanocera oligoglena är en plattmaskart. Paraplanocera oligoglena ingår i släktet Paraplanocera och familjen Planoceridae. Inga underarter finns listade i Catalogue of Life.